# Upplands runinskrifter 1013
U 1013 är ett nu försvunnet vikingatida runstensfragment av röd sandsten som fanns i Ärentuna kyrka, Ärentuna socken och Uppsala kommun. Fragmentet är förkommet och sannolikt stulet 2007. Runstensfragmentet är 0,41 gånger 0,31 meter stort och 4,5 centimeter tjockt. Runhöjden är 10 centimeter.

## Inskriften
Translitterering av runraden:
§P [ansua...] (r)---(t)i : stai[na : þisa : þrea : ... : in : hia--ot · a...] 
§Q [ansua...] (r)--[s](t)i : stai[na : þisa : þrea : ... : ...in : hia-- ot : a...]
Normalisering till runsvenska:
§P Ansva[rr](?) r[æis]ti stæina þessa þrea ... ... hia--ot ... 
§Q Ansva[rr](?) r[æi]sti stæina þessa þrea ... [drott]in(?) hia[lp] and ha[ns].
Översättning till nusvenska:
Ansvar reste dessa tre stenar ...